# ビスマルク体制

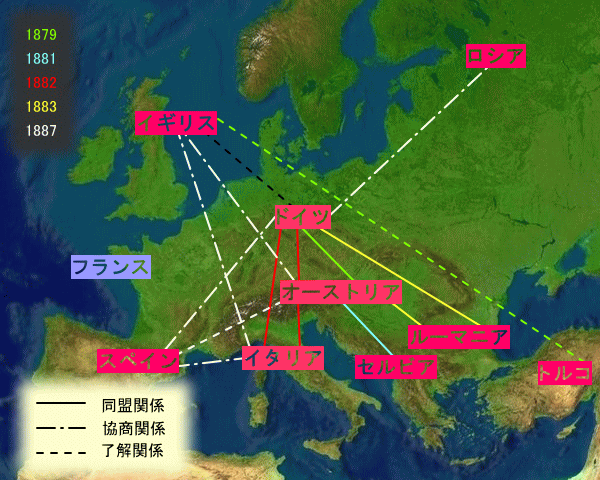
ビスマルク体制とフランスの孤立

ビスマルク体制（ビスマルクたいせい）とは、19世紀後半にドイツ帝国宰相ビスマルクの築いたヨーロッパの外交・同盟関係のことで、ビスマルク外交ともいう。この体制の間、フランスは孤立することとなった。

## 概要
普仏戦争後、プロイセン王国は自国主導でドイツ人地域をまとめあげ、プロイセン王家が帝位に就くドイツ帝国を成立させることに成功した。しかし大国フランスに完勝したとはいえ、多数の領邦国家からなる帝国は、成立直後は当然不安定であり、プロイセン主導の統一国家が出来上がったばかりのドイツは再び近代戦争を戦える状態ではなかった。また、新興国のドイツ相手に屈辱的な敗北を喫したフランスからの復讐を警戒する必要もあり、こうした状況に応じてとられたのがビスマルク体制である。
この政策の最大の狙いは、ドイツがヨーロッパ諸国と同盟を結んで良好な関係を築き、外交的にフランスを孤立させることにあった。1873年にオーストリア、ロシアと三帝同盟を結び、1878年のベルリン会議で表面化した墺露の対立で三帝同盟が崩壊すると、1881年、あらたに三帝協商を結んだ。さらに1882年にはオーストリア、イタリアと三国同盟を締結した。ここでイタリアが同盟に参加した背景としては、イタリア半島やサルデーニャ・シチリアなどの島嶼の対岸に位置するチュニジアがフランスの保護国となったことに対する不満があった。
三帝協商がまたもや墺露対立により崩壊した1887年には、ドイツ帝国（実質的にはプロイセン王国）単独の対ロシア同盟である独露再保障条約を締結して、ドイツの安全をはかる複雑な同盟網をしいている。いずれもフランスの復讐を避けるためであり、ドイツ帝国と東西で国境を接する露仏の接近により二正面作戦を強いられるリスクへの対処であった。同時にビスマルクは、当時盛んに行われたヨーロッパ列強によるヨーロッパ以外の地域での植民地の拡大には極力消極的な態度をとった。これはフランスのナショナリズムおよび軍事力をヨーロッパの外部への領土拡張に振り向けさせることによって対独復讐に向かわせないためであり、そのためにはドイツは植民地的利害には関心を持たないポーズを取る必要があった（ただし、ビスマルク時代の後半においては、ややこの方針は修正され、他の欧州列強と衝突しない程度には東アフリカや西太平洋の島嶼部などに植民地を形成する企ても進められた）。さらに、ビスマルクはドイツの地位を安定させるためにヨーロッパの勢力均衡が平和なまま現状維持されることを望み、そのため列強間の利害対立を積極的に調停してドイツの国際的地位を高める「正直な仲買人」としての役割を演じた（1878年と1884年の2回の「ベルリン会議」はその現れであった）。
ビスマルク体制はビスマルクの卓絶した手腕によって維持され、一時的に外交関係が悪化する状況こそあったが、ビスマルクの在任中はその目的を完全に果たした。19世紀最後の四半期はビスマルク体制の成功により、国際連盟や国際連合のような国際平和組織のない時代にありながら、ほぼヨーロッパには戦火が存在しなかった。
1890年、ビスマルクが辞職し、彼を更迭したヴィルヘルム2世の親政が開始された。他の列強との協調関係よりもドイツの帝国主義的利害を重視する、いわゆる「新航路政策」（世界政策）が本格化するとともにこの体制は解体に向かい、ヴィルヘルムの拙劣な外交政策も相まって列強諸国との対立激化を生むこととなる。
その間、フランスは露仏同盟を皮切りに徐々に孤立状態を脱し、ついで外相デルカッセが巧みな外交を通じて三国同盟の無効化（独仏開戦の場合のイタリア中立化協定）や英仏協商の締結を果たし、逆にドイツ包囲網が築かれていった。この包囲網を軍事行動で解決しようとしたのが、シュリーフェン・プランという作戦であり、結果的に見ればヴィルヘルムの外交が、間接的に第一次世界大戦を起こすことになった。